# 鲍里斯·赫列布尼科夫
鲍里斯·伊戈列维奇·赫列布尼科夫（俄语：Бори́с И́горевич Хле́бников，1972年8月28日—）男，俄罗斯电影导演、编剧和制片人。

## 生平
鲍里斯·赫列布尼科夫1972年出生于莫斯科。高中毕业后，在大学学习了2年生物学，然后考入格拉西莫夫电影学院的电影艺术学系。在此期间与阿列克谢·波波格列布斯基共同合作拍摄了两部短片。
长片电影处女作是与阿列克谢·波波格列布斯基共同执导的电影《Roads to Koktebel》（2003年）。该电影剧本在柏林电影节上赢得了欧洲电影学院的剧本比赛。同年在俄罗斯，该剧本得到了文化部电影局的大力支持。电影《Roads to Koktebel》在第25届莫斯科电影节上的获得了特别陪审团奖，以及获得俄罗斯评论家陪审团FIPRESCI奖。此后，两位导演不再共同合作。
于2006年拍摄了电影《Free Floating》，同年在索契Kinotavr电影节上获得最佳导演奖，以及获得了两项国家电影影评人和电影新闻《白象》颁发的最佳影片和导演奖。
于2007年拍摄了纪录片《离开》（与Valeriya Gai Germanika一起），其主角色是来自于白俄罗斯的劳工。正如赫列布尼科夫本人承认的那样，该片的鲜活材料对于后来的电影《Help Gone Mad》起了至关重要的意义。
2009年拍摄了电影《Help Gone Mad》和选集电影《Crush》的短片《耻辱》。同年参与了电视项目《丘吉尔》。
2017年电影《Arrhythmia》获得索契Kinotavr电影节大奖和观众票选奖。